# Хризотил-азбест
Хризотил-азбест (англ. chrysotile-asbestos; нім. Chrysotilasbest m) — мінерал класу силікатів, тонковолокнистий різновид серпентину шаруватої будови, який, не змінюючись, може витримувати високі температури.
Синонім — азбест хризотиловий.

## Опис
Хімічна формула: Mg6[Si4O10](OH)8. Основні фізичні властивості ідентичні хризотилу. Легко ділиться на тонкі гнучкі пучки і пасма, аж до елементарних кристалів, має високу міцність на розрив (до 300—350 кг/мм). Стійкий проти дії атмосфери та лугів, має підвищену адсорбційну здатність. Вміст Х.-а. в рудах коливається від 0,5—1 до 15—20 %. Найважливіший промисловий тип азбесту. Зустрічається в ультраосновних масивах, де утворюється при гідротермальних процесах за рахунок олівіну, та в доломітизованих вапняках під час метасоматозу. Поклади Х.-а. досягають дек. км за простяганням при потужності до 200—300 м.

## Видобування і переробка
Розробляються, як правило, кар'єрами. Технологія збагачення основана на здатності розпушеного волокна «спливати» на грохоті, з якого воно відсмоктується повітряним струменем. Використовують як вогнетривкий і теплоізоляційний матеріал.

## Різновиди
Розрізняють:
- хризотил-азбест ламкий (різновид з опором на розрив волокон 110—220 кГ/мм2),
- хризотил-азбест нормальної міцності (різновид з опором на розрив недеформованих волокон 280—320 кГ/мм2).